# Brad Faxon
Bradford John "Brad" Faxon, Jr. (født 1. august 1961 i Oceanport, New Jersey, USA) er en amerikansk golfspiller, der pr. juli 2008 står noteret for 8 sejre på PGA Touren. Hans bedste resultat i en Major-turnering er en 5. plads, som han opnåede ved US PGA Championship i 1995.
Faxon har 2 gange, i 1995 og 1997, repræsenteret det amerikanske hold ved Ryder Cupen. Begge gange med nederlag.